# Stanisław Wagner
Stanisław Wagner (ur. 11 listopada 1947 w Storkówku) – polski lekkoatleta sprinter, olimpijczyk.

## Osiągnięcia
Międzynarodową karierę rozpoczął podczas Europejskich Igrzysk Juniorów w 1966 w Odessie, kiedy to zajął 4. miejsce w biegu na 100 m, a w sztafecie 4 × 100 m zdobył wraz z kolegami brązowy medal.
Startował w sztafecie 4 × 100 m na Mistrzostwach Europy w 1969 zajmując 4. miejsce (wraz z Edwardem Romanowskim, Zenonem Nowoszem i Tadeuszem Cuchem). Podczas letniej uniwersjady w 1970 w Turynie zdobył złoty medal w sztafecie 4 × 100 m (wraz z nim biegli Jan Werner, Gerard Gramse i Nowosz), a indywidualnie odpadł w przedbiegach na 100 m.
Podczas Igrzysk Olimpijskich w 1972 w Monachium odpadł e w ćwierćfinale biegu na 100 m, a sztafeta 4 × 100 m (Wagner, Cuch, Jerzy Czerbniak i Nowosz) zajęła 6. miejsce w finale.
Reprezentował Polskę w 17 meczach międzynarodowych (2 zwycięstwa indywidualne). Trzykrotnie ustanawiał rekordy Polski w sztafecie 4 × 100 m (do 38,90 s). Był czterokrotnym brązowym medalistą w mistrzostwach Polski (bieg na 100 m w 1970 i 1972, bieg na 200 m w 1972, sztafeta 4 × 100 m w 1968), a raz w halowych mistrzostwach Polski (bieg na 60 m w 1973).
Startował w MKS Czarni Łódź (1962-1966), AZS Łódź (1967-1970) i MKS-AZS Łódź (1971-1974). Jest magistrem ekonomii Uniwersytetu Łódzkiego.

## Rekordy życiowe

### na stadionie
- bieg na 100 m
  - 10,2 (27 czerwca 1972, Warszawa) – najlepszy wynik w historii polskiego sprintu przy pomiarze ręcznym
  - 10,53 – pomiar elektroniczny
- bieg na 200 m
  - 21,0 (1 lipca 1973, Otwock) – 13. wynik w historii polskiego sprintu przy pomiarze ręcznym
  - 21,35 – pomiar elektroniczny

### w hali
- bieg na 60 m – 6,58 (25 lutego 1973, Zabrze) – 7. wynik w historii polskiego sprintu